# Вилард (Јута)
Вилард (енгл. Willard) град је у америчкој савезној држави Јута.

## Демографија
По попису из 2010. године број становника је 1.772, што је 142 (8,7%) становника више него 2000. године.
| Група             | 2000.         | 2010.         |
| Белци             | 1.526 (93,6%) | 1.653 (93,3%) |
| Афроамериканци    | 2 (0,1%)      | 1 (0,1%)      |
| Азијати           | 12 (0,7%)     | 14 (0,8%)     |
| Хиспаноамериканци | 67 (4,1%)     | 69 (3,9%)     |
| Укупно            | 1.630         | 1.772         |